# Тушинская улица (Москва)
Ту́шинская у́лица (до 11 апреля 1964 года — Железнодоро́жный тупи́к, до 1960 года Вокза́льная у́лица города Тушино) — улица, расположенная в Северо-Западном административном округе города Москвы на территории района Покровское-Стрешнево.

## Расположение
Тушинская улица проходит от канала имени Москвы и Большой Набережной улицы на запад до станции Тушино Рижского направления Московской железной дороги и стадиона «Красный Октябрь».
Улица пересекает улицу Свободы, с севера к ней примыкает Вишнёвая улица, с юга — Вишнёвый проезд.
Нумерация домов начинается от Большой Набережной улицы.
Ранее Тушинская улица соединялась с Фабричной ул. (ул. Сходненский тупик). На изолированной, западной части улицы расположен 34-й промкомбинат ЖБИ, имеющий адрес: ул. Тушинская, 24. Участок между стадионом ММО им. Чернышёва и железнодорожной веткой промкомбината ЖБИ фактически является пешеходным проходом, проезжая часть улицы тридцать лет назад была занята и частично застроена строительным комбинатом.

## История
Улица находится на территории бывшего города Тушино, где она называлась Вокзальная улица по своему расположению вблизи станции Тушино Рижского направления Московской железной дороги. В 1960 году город Тушино вошёл в состав Москвы (по некоторым данным, улице было присвоено название Железнодорожный тупик), а 11 апреля 1964 года улица получила современное название.
До середины 1950-х годов существовал безымянный проезд от улицы Свободы до колхозного рынка города Тушино и Тушинской станции Мосводоканала. Вблизи соединения с улицей Свободы служебный проезд имел пересечение с упраздненной железнодорожной веткой и, в своей восточной части, проходил южнее нынешней Тушинской улицы. Во 2-й половине 1950-х годов в связи с перепланировкой территории для строительства жилых кварталов проводились реконструкция и перетрассировка улицы, позволившие спрямить её направление. Во 2-й половине 1970-х годов после строительства северного выхода станции метро «Тушинская», отрезок Тушинской улицы, примыкающий к станции метро, был превращен в пешеходный проход.

## Примечательные здания и сооружения
По нечётной стороне:
- д. 17 — торговый центр «Праздник».

По чётной стороне:
- д. 16 — спортивный комплекс «Красный Октябрь»;
- д. 24 — промышленный комбинат № 34 (Завод железобетонных изделий).

## Транспорт

### Автобус
- Т: от Вишнёвой улицы до улицы Свободы.
- 62: от Вишнёвой улицы до улицы Свободы.
- 96: от Вишнёвой улицы до улицы Свободы.
- 102: от Вишнёвой улицы до улицы Свободы.
- 678: от Вишнёвой улицы до улицы Свободы.

### Метро
- Станция метро «Тушинская» Таганско-Краснопресненской линии — у западного конца улицы.

### Железнодорожный транспорт
- Платформа Тушинская МЦД-2 — у западного конца улицы.